# Upsprunge
Upsprunge ist ein südlicher Stadtteil von Salzkotten im nordrhein-westfälischen Kreis Paderborn in Deutschland und gehört zum Bürener Land im Hochstift Paderborn.

## Geographie

### Geographische Lage
Der Ort liegt im Hellwegraum westlich der Paderborner Hochfläche. Die Besiedlung geht im Norden in die Kernstadt Salzkotten über, wobei der historische Ortskern ca. 2 km von der Altstadt mit der Bundesstraße 1 entfernt liegt.
Der Großteil des Ortes gehört laut der heute meist benutzten Einteilung durch das Handbuch der naturräumlichen Gliederung Deutschlands zur Untereinheit 542.23 Geseker Oberbörde, die zur Teileinheit 542.2 Oberer Hellweg zählt. Der Nordrand des Ortes gehört zur Untereinheit 542.13 Geseker Unterbörde, die zur Teileinheit 542.1 Unterer Hellweg zählt. Beide Teileinheiten gehören zur Haupteinheit 542 Hellwegbörden, die zur Haupteinheitengruppe 54 Westfälische Bucht zählt.

### Gewässer

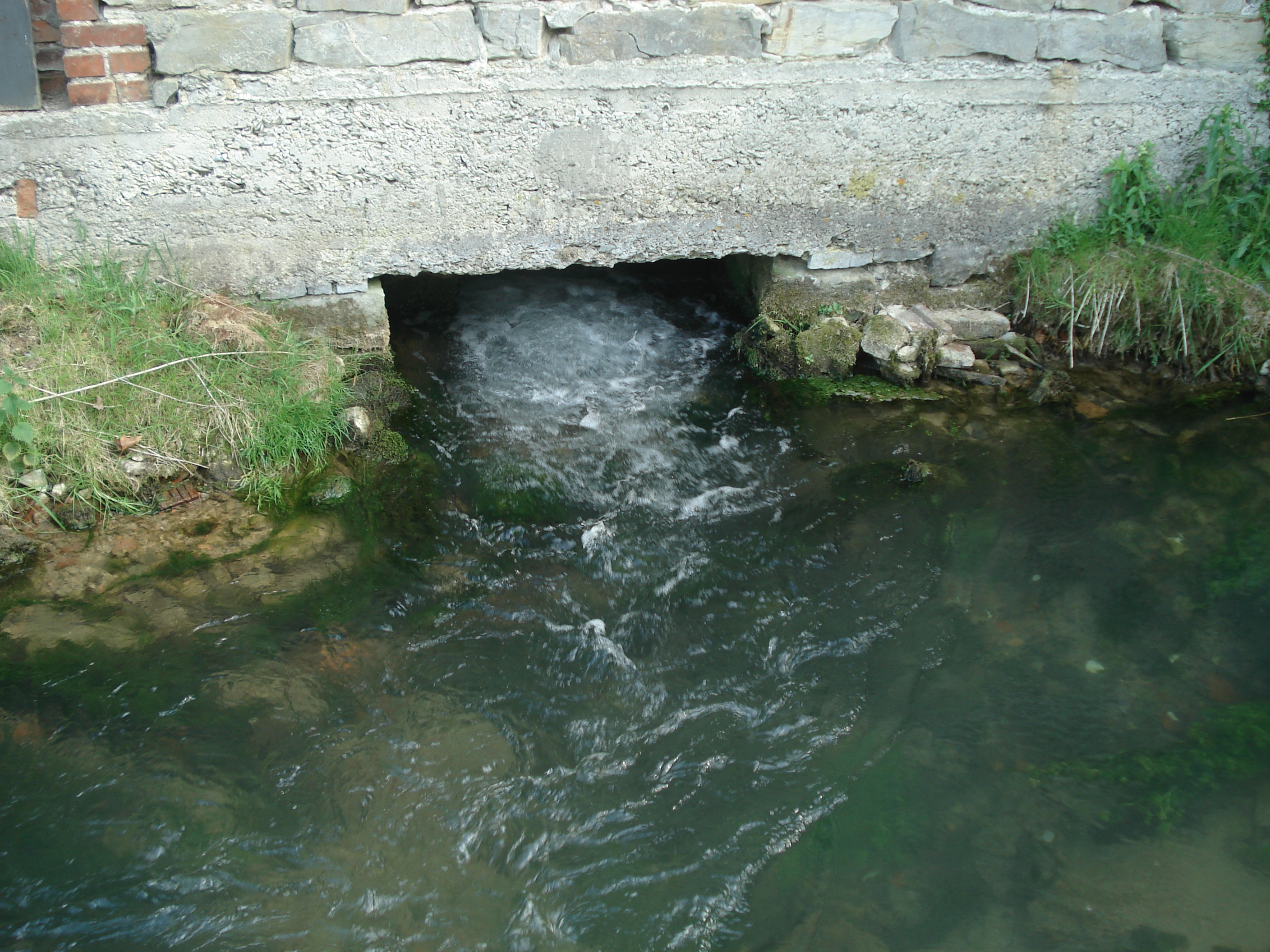
Hederquelle

Aus den 18 Hederquellen entspringt innerhalb des Ortes die Heder.

### Nachbarorte
Beginnend im Norden grenzt Upsprunge im Uhrzeigersinn an die Salzkottener Ortsteile Verne, Salzkotten, Oberntudorf, den Bürener Ortsteil Ahden, sowie die Kernstadt Geseke, die zum Kreis Soest gehört. Die anderen Orte gehören zum Kreis Paderborn.

### Ortsgliederung
Das Gut Wulfstal und die Siedlung Bosenholz gehören zur Gemarkung Upsprunge.

### Klima
Upsprunge gehört wie Ostwestfalen-Lippe insgesamt zum ozeanischen Klimabereich Nordwestdeutschlands, dem es geringe Temperaturgegensätze und milde Winter verdankt. Allerdings sind schon kontinentale Einflüsse wirksam. So liegt die Temperatur im Sommer höher und die Nächte sind kühler als in größerer Nähe zur Küste. An der Abmilderung der Niederschlagsmenge und der höheren Zahl an Sonnentagen sind allerdings auch die umliegenden Mittelgebirge beteiligt.

## Geschichte

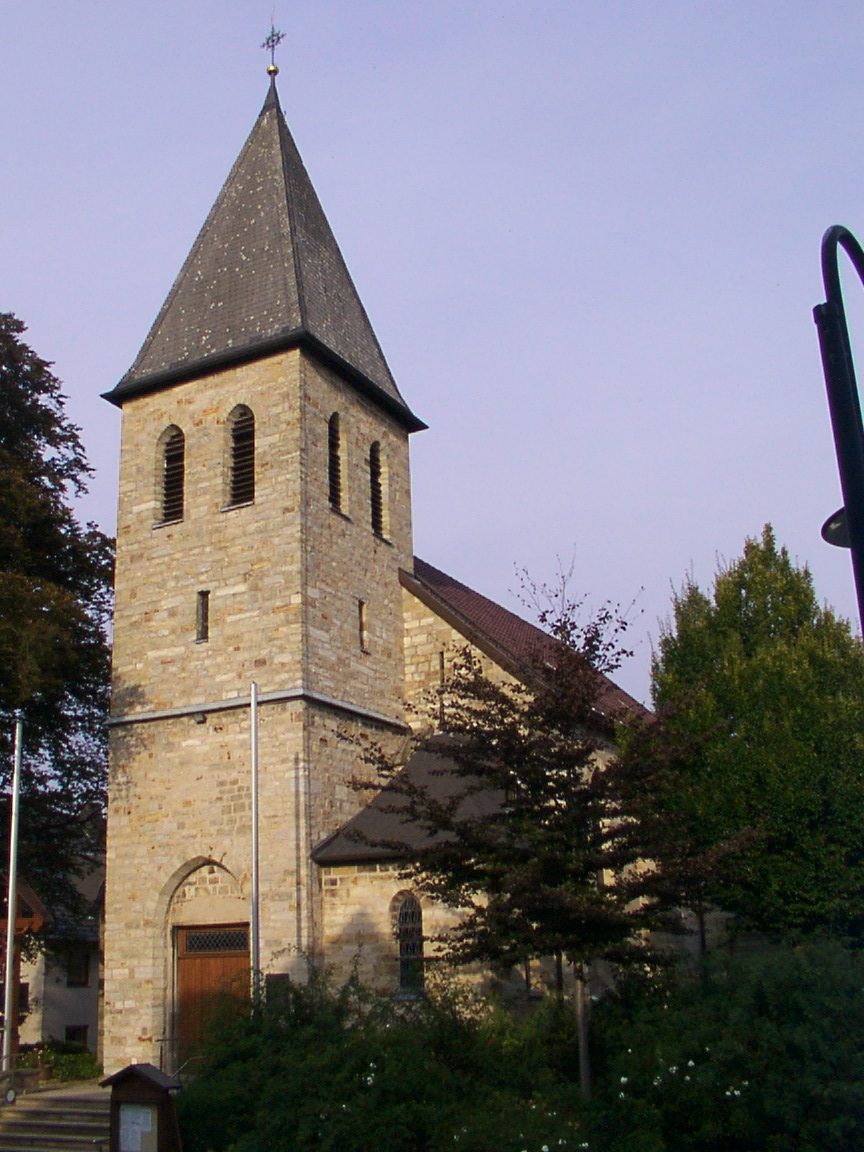
Katholische Kirche St. Petrus in Upsprunge

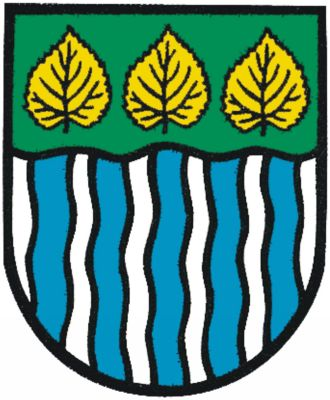
Altes Wappen von Upsprunge

Der Ort gehört durch seine günstigen Boden- und Wasserverhältnisse zu den ältesten Siedlungen im Hochstift Paderborn.

### Ersterwähnung und Ortsname
Die Quellen der Heder, an deren Ufer Upsprunge liegt, gaben der Ortschaft den Namen. Die erste Erwähnung als „Upspringun“ stammt aus dem 11. Jahrhundert. Der Name wird als 'oberhalb oder auf den Quellen' oder 'bei den lebhaften oder aufsprudelnden Quellen' interpretiert.

### Mittelalter
Die ersten Menschen sollen sich um 1000 in der mittelalterlichen Siedlung 'up dem Springe' angesiedelt haben. 1216 übertrug der Paderborner Bischof Bernhard III. von Oesede dem Abt Albert von Abdinghof den Zehnten von Upspringe im Kirchspiel Vielsen übertrug. Die Urkunde hierüber stellt die erste datierte Erwähnung des Ortes dar.
Im Mittelalter besaß Upsprunge eine Kapelle, die im Jahr 1424 erbaut wurde.

### Neuzeit
Upsprunge gehörte bis zu den Napoleonischen Kriegen zum Hochstift Paderborn. Im Königreich Westphalen bildete der Ort von 1807 bis 1813 die Gemeinde Upsprunge im Kanton Salzkotten des Distrikts Paderborn im Departement der Fulda. 1816 kam die Gemeinde Upsprunge zum neuen Kreis Büren, in dem sie bis 1938 zum Amt Salzkotten und danach bis 1974 zum Amt Salzkotten-Boke gehörte.
Die jetzige St.-Petrus-Kirche wurde im Jahr 1896 geweiht. Im Jahr 1920 erfolgte die Abpfarrung von Salzkotten. Inzwischen erfolgt eine teilweise gemeinsame Verwaltung mit dem Pastoralen Raum Salzkotten, welcher alle Ortsteile der Stadt umfasst.
Am 1. Januar 1975 wurde die Gemeinde Upsprunge durch das Sauerland/Paderborn-Gesetz vom 5. November 1974 nach Salzkotten eingemeindet. Gleichzeitig kam die Stadt Salzkotten zum Kreis Paderborn. Das Amt Salzkotten-Boke wurde bei der Kommunalen Neugliederung aufgelöst, da die Städte und Gemeinden jetzt den Kreisen direkt untergeordnet sind. Upsprunge ist ein Stadtteil Salzkottens und der von den Bürgern gewählte Stadtrat wählt für die Stadtteile Ortsvorsteher. Rechtsnachfolgerin der ehemaligen Gemeinde Upsprunge ist die Stadt Salzkotten.

### Einwohnerentwicklung

Einwohnerentwicklung von 1818 bis 2015 nach nebenstehender Tabelle

| Jahr      | 1818 | 1831 | 1837 | 1843 | 1849 | 1852 | 1858 | 1867 | 1871 | 1885 | 1895 |
| Einwohner | 411  | 436  | 443  | 487  | 525  | 541  | 486  | 480  | 454  | 451  | 497  |

| Jahr      | 1905 | 1910 | 1925 | 1933 | 1939 | 1946 | 1950 | 1957 | 1961 | 1965 | 1970 | 1972 | 1974 | 1975 | 1980 | 1985 | 1989 | 1995 | 2000  |
| Einwohner | 538  | 584  | 635  | 613  | 583  | 852  | 857  | 787  | 752  | 752  | 858  | 944  | 998  | 1024 | 1193 | 1370 | 1536 | 1909 | k. A. |

| Jahr      | 2005 | 2006 | 2009 | 2010 | 2015 | 2019 |
| Einwohner | 2004 | 1986 | 1959 | 1928 | 1924 | 1930 |

## Medien
Neben den im Artikel Salzkotten beschriebenen Medien sind heutzutage die Webseiten der Vereine und Institutionen, sowie die neuen Sozialen Medien zu nennen, durch die sich auch im ländlichen Raum Absprachen, Informationsvermittlung und Kommunikation vereinfachen.

## Baudenkmäler
- Liste der Baudenkmäler in Salzkotten – Upsprunge